# Acatalepsie
 (janvier 2018).
Si vous disposez d'ouvrages ou d'articles de référence ou si vous connaissez des sites web de qualité traitant du thème abordé ici, merci de compléter l'article en donnant les références utiles à sa vérifiabilité et en les liant à la section « Notes et références ».
L'acatalepsie est l'état d'incompréhension complète, impossibilité de connaître ou impossibilité de saisir la vérité.

## Concept
L'acatalepsie vient du grec akatalêptos, qui désigne l'insaisissable. Est acatalepsie l'état d'incompréhension complète. Celui qui prône l'acatalepsie est celui qui soutient que l'on ne peut pas connaître ; rien n'est connaissable.
Face au scepticisme et au danger épistémologique qu'il présente, Francis Bacon défend une eucatalepsie, c'est-à-dire la compréhension heureuse du réel.
Les sceptiques ne soutiennent toutefois pas l'acatalepsie. Ils considèrent qu'on ne peut être sûr de la capacité à connaître, ni de l'incapacité à connaître ; il refuse donc de se prononcer sur la nature de la connaissance.
L'acatalepsie religieuse désignait, dans la Rome antique, le dogme fondamental de l'école de Varron. L'homme peut douter de tout, sauf de la religion de son pays.
Le sceptique ne rejette pas le premier sens, puisqu'il ne s'agit pas de se prononcer sur la nature des choses. En revanche, on ne peut comprendre la réalité au second sens, car sur toute chose des arguments contraires peuvent être employés. 
Néanmoins, le philosophe sceptique ne peut pas même affirmer l'acatalepsie des choses en soi, car c'est une thèse dogmatique qui est d'ailleurs attribuée aux Académiciens.
Le Petit Larousse le classe dans les mots retrouvés dans son édition de 1905 et le définit comme l'impossibilité d'arriver à la certitude, dans la philosophie grecque